# Щасливка (Новоукраїнський район)
Щасли́вка — село в Україні, у Новоукраїнській міській територіальній громаді Новоукраїнського району Кіровоградської області. Населення становить 6 осіб.

## Населення
Згідно з переписом УРСР 1989 року чисельність наявного населення села становила 68 осіб, з яких 32 чоловіки та 36 жінок.
За переписом населення України 2001 року в селі мешкали 22 особи.

### Мова
Розподіл населення за рідною мовою за даними перепису 2001 року:
| Мова       | Відсоток |
| ---------- | -------- |
| українська | 95,45 %  |
| молдовська | 4,55 %   |